# Rwan Seco
Rwan Philipe Rodrigues de Souza Cruz dit Rwan Seco, né le 20 mai 2001 à Jaboatão dos Guararapes au Brésil, est un footballeur brésilien qui évolue au poste d'avant-centre au Real Salt Lake, en prêt de Botafogo FR.

## Biographie

### Jeunesse et formation
Né à Jaboatão dos Guararapes au Brésil, Rwan Seco commence le football au Clube Náutico avant de rejoindre le Sport Recife. 
Après avoir quitté Sport Recife à la fin de l'année 2018 il rejoint le Flamengo de Guarulhos. 

### Santos FC
Prêté par le Flamengo de Guarulhos au Santos FC, il évolue dans un premier temps avec les U20, avant d'être définitivement recruté par Santos le 16 décembre 2021.
Il inscrit son premier but le 23 février 2022, lors d'une rencontre de coupe du Brésil contre le Salgueiro Atlético Clube. Il entre en jeu à la place de Marcos Leonardo et participe à la victoire de son équipe par trois buts à zéro,.

### Prêts
Le 31 mars 2023, Rwan Seco est prêté jusqu'à la fin de l'année au Vasco da Gama. Le club dispose d'une option d'achat sur le joueur.
Seco joue peu avec le Vasco da Gama et ne poursuit pas l'aventure avec ce club. Il est de nouveau prêté le 22 juillet 2023, cette fois-ci en Bulgarie, au Ludogorets Razgrad. 

### Botafogo FR
Le 6 février 2025, le club brésilien de Botafogo FR a décidé de payer 8 millions d'euros pour obtenir sa signature jusqu'en décembre 2028.